# Aeroporto di Alessandria
L'Aeroporto di Alessandria (IATA: nessuno, ICAO: LILA) è un aeroporto italiano situato a nord della città, lungo Viale Milite Ignoto. La struttura, intitolata alla memoria del comandante Massimo Bovone, è dotata di una pista in erba lunga 640 m (TORA 640 m) con orientamento 03/21. L'aeroporto è gestito dall'Aeroclub di Alessandria ed effettua attività secondo le regole e gli orari VFR.

## Storia

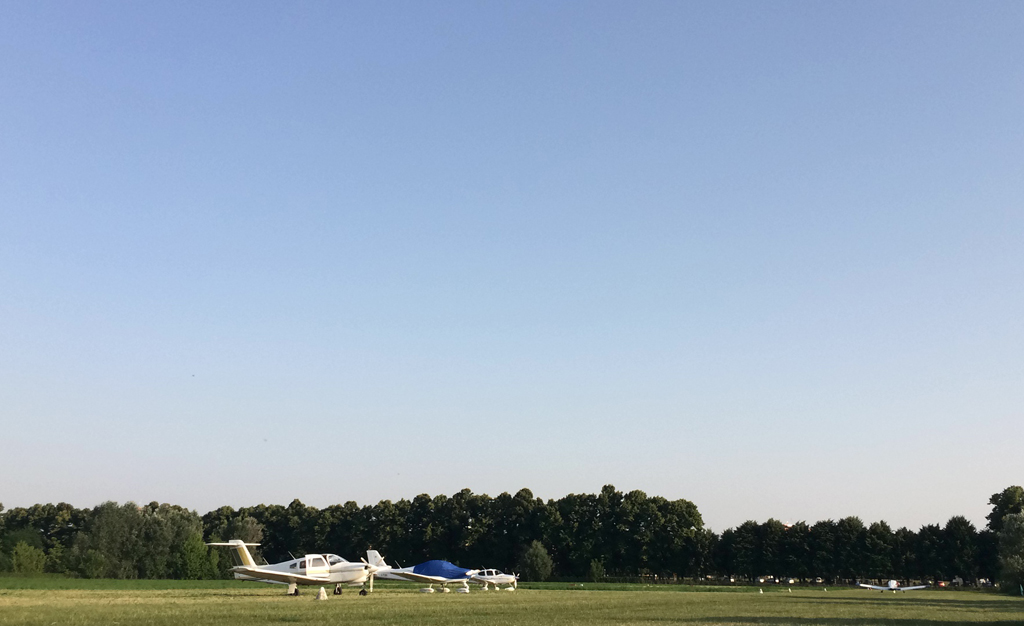
Scorcio dell'ingresso della pista di decollo

Nel 1916 il Regio Esercito decise di stabilire ad Alessandria un Aeroscalo per dirigibili. Fu innalzato un pilone d'ormeggio sul lato sud-est di quello che oggi è l'Aeroporto e fu costruito un hangar. Il pilone di attracco per i dirigibili è ancora oggi visibile, mentre l'hangar è stato smantellato al termine del primo conflitto mondiale.
Nel 1929 l'aeroporto, sotto l'egida del Reale Aero Club d'Italia, viene intitolato al Capitano pilota Giuseppe Motta di Quargnento. Dal 1958 è invece intitolato al Comandante Massimo Bovone.
La Scuola di Pilotaggio di Alessandria, insieme a tre sole altre scuole in tutta Italia, fu scelta dall'Alitalia, dal 1985 al 1989, come scuola di supporto per la formazione dei propri allievi.
Meritevole di ricordo è la figura del capitano Giorgio Alessio, alessandrino, che prese il brevetto a soli 17 anni e successivamente divenne pilota militare. Fece parte della Pattuglia acrobatica nazionale dal 1984 al 1988 con l'identificativo Pony 2, e morì tragicamente il 28 agosto 1988 durante il FlugTag 88 Airshow presso la Ramstein Air Base in Germania.